# クエクト (単位)
クエクト（quecto、記号：q）は、国際単位系（SI）におけるSI接頭語の一つで、基礎となる単位の10-30倍（0.000 000 000 000 000 000 000 000 000 001 倍、百穣分の一）の量であることを示す。
クエクトの追加は、2022年11月18日の第27回国際度量衡総会で承認された。新たなSI接頭語の制定を推進したイギリス国立物理学研究所のリチャード・ブラウンは、量子科学や素粒子物理学で極小の物体を測定する際に用いることができるとしている。記号の「q」は、SI接頭語で使われておらず、間違いが起きにくいことを考慮して制定された。
クエクトは、ギリシア語で10を意味する「δέκα」（déka）に由来する。これは、10-30が、1000-10だからである。
電子の重さは約900クエクトグラムである。